# 22e session du Comité du patrimoine mondial
La 22e session du Comité du patrimoine mondial a eu lieu du 30 novembre 1998 au 5 décembre 1998 à Kyoto, au Japon.

## Participants

### États membres du comité
21 États membres du comité ont participé à la 22e session :
- Australie
- Bénin
- Brésil
- Canada
- Corée du Sud
- Cuba
- Équateur
- États-Unis
- Finlande
- France
- Grèce
- Hongrie
- Italie
- Japon
- Liban
- Malte
- Maroc
- Mexique
- Niger
- Thaïlande
- Zimbabwe

### États observateurs
Aux côtés de ces 21 États membres, 37 États observateurs ont également participé à la 22e session du comité :
- Afrique du Sud
- Allemagne
- Arabie saoudite
- Autriche
- Belgique
- Cameroun
- Chine
- Chypre
- Égypte
- Espagne
- Estonie
- Fidji
- Ghana
- Guatemala
- Îles Salomon
- Indonésie
- Laos
- Lituanie
- Népal
- Nouvelle-Zélande
- Norvège
- Ouzbékistan
- Pays-Bas
- Pérou
- Philippines
- Pologne
- Portugal
- Royaume-Uni
- Russie
- Saint-Siège
- Slovaquie
- Suède
- Tanzanie
- Tchéquie
- Turquie
- Ukraine
- Viêt Nam

### Organisations internationales
Des représentants de plusieurs organisations internationales ont également participé, à titre consultatif :
- Les Amis de la Terre
- Banque mondiale
- Banque asiatique de développement (BAD)
- Centre international d'études pour la conservation et la restauration des biens culturels (ICCROM)
- Conseil international des monuments et des sites (ICOMOS)
- Centre de l'UNESCO pour la culture en Asie/Pacifique (ICHCAP)
- Environment Diplomacy Institute
- Fédération nationale des Clubs UNESCO au Japon (NFUAJ)
- Fédération internationale des architectes-paysagistes (en) (IFLA)
- Fonds international pour la protection des animaux (IFAW)
- Fonds mondial pour la nature (WWF)
- Gundjehmi Aboriginal Corporation
- Natural Resources Defense Council
- Organisation des villes du patrimoine mondial (OVPM)
- Pro Esteros (Mexico)
- Société de la conservation de la nature au Japon (NACS-J)
- Union internationale pour la conservation de la nature (UICN)
- The Wilderness Society
- World Monuments Fund

## Inscriptions

### Patrimoine mondial
Le Comité vote l'inscription de 30 biens sur la liste du patrimoine mondial : 27 biens de type culturel et 3 biens de type naturel. La liste compte alors 581 biens protégés.
La Belgique et les Îles Salomon connaissent leurs première inscription. Un bien est également inscrit en Ukraine pour la première fois depuis l'indépendance du pays (un premier bien avait été inscrit en 1990, mais l'Ukraine faisait alors encore partie de l'Union soviétique).
3 biens concernent la Belgique et l'Italie, 2 la Chine, l'Espagne, la France, le Mexique et la Tchéquie. Plusieurs de ces biens sont sériels, c'est-à-dire qu'ils rassemblent plusieurs sites distincts thématiquement liés ; l'Art rupestre du bassin méditerranéen de la péninsule Ibérique, en Espagne, compte 758 sites et est toujours, en 2024, le bien inscrit au patrimoine mondial comprenant le plus de composantes.
Au total, la région Europe et Amérique du Nord concentre 20 de ces protections (67% du total), la région Asie et Pacifique 7 (23%) et la région Amérique latine et Caraïbes 3 (10%). Aucun bien n'est inscrit dans les régions Afrique ou États arabes. En revanche, un site est inscrit pour la première fois dans un pays indépendant d'Océanie (hors Australie et Nouvelle-Zélande) : Rennell Est aux Îles Salomon (tous les autres sites d'Océanie précédemment inscrits l'avaient été dans des territoires dépendant de pays européens ou américains).
Les critères indiqués sont ceux utilisés par l'Unesco depuis 2005, et non pas ceux employés lors de l'inscription des sites. Par ailleurs, les superficies mentionnées sont celles des biens actuels, qui ont pu être modifiées depuis leur inscription.
| Id. | Bien | Pays             | Superficie (ha) | Critères et notes | Coordonnées | Illus. |
| --- | --- | ---------------- | --------------- | --- | --- | --- |
| 846 | Weimar classique | Allemagne        |                 | Culturel, (iii), (vi) | 50° 58′ 41″ N, 11° 19′ 44″ E                                                                                                  | |
| 785 | Ligne de chemin de fer de Semmering                                                                                      | Autriche         | 8 581,21        | Culturel, (ii), (iv) L'inscription concerne les 41 km de voies entre Gloggnitz et Mürzzuschlag. | 47° 38′ 56″ N, 15° 49′ 41″ E                                                                                                  | |
| 855 | Béguinages flamands | Belgique         | 59,95           | Culturel, (ii), (iii), (iv) 13 béguinages distincts sont concernés par l'inscription : Bruges, Courtrai, Diest, Hoogstraten, Gand, Lierre, Louvain, Malines, Mont-Saint-Amand-lez-Gand, Saint-Trond, Termonde, Tongres et Turnhout. | 51° 01′ 52″ N, 4° 28′ 26″ E                                                                                                   | |
| 857 | La Grand-Place de Bruxelles                                                                                              | Belgique         | 1,48            | Culturel, (ii), (iv) | 50° 50′ 49″ N, 4° 21′ 07″ E                                                                                                   | |
| 856 | Les quatre ascenseurs du canal du Centre et leur site, La Louvière et Le Rœulx (Hainaut)                                 | Belgique         | 67,3436         | Culturel, (iii), (iv) | 50° 28′ 52″ N, 4° 08′ 13″ E                                                                                                   | |
| 883 | Fort de Samaipata | Bolivie          |                 | Culturel, (ii), (iii) | 18° 10′ 41″ S, 63° 49′ 12″ O                                                                                                  | |
| 880 | Palais d'Été, jardin impérial de Beijing                                                                                 | Chine            | 297             | Culturel, (i), (ii), (iii) | 39° 54′ 40″ N, 116° 08′ 28″ E                                                                                                 | |
| 881 | Temple du Ciel, autel sacrificiel impérial à Beijing                                                                     | Chine            | 215             | Culturel, (i), (ii), (iii) | 39° 50′ 46″ N, 116° 26′ 42″ E                                                                                                 | |
| 848 | Choirokoitia | Chypre           | 6,2             | Culturel, (ii), (iii), (iv) | 34° 47′ 49″ N, 33° 20′ 38″ E                                                                                                  | |
| 874 | Art rupestre du bassin méditerranéen de la péninsule Ibérique                                                            | Espagne          |                 | Culturel, (iii) Le bien comprend 758 sites distincts, répartis dans la moitié orientale de la péninsule ibérique. | 39° 47′ 24″ N, 1° 01′ 59″ O                                                                                                   | |
| 876 | Université et quartier historique d'Alcalá de Henares                                                                    | Espagne          | 78,38           | Culturel, (ii), (iv), (vi) | 40° 28′ 52″ N, 3° 22′ 05″ O                                                                                                   | |
| 868 | Chemins de Saint-Jacques-de-Compostelle en France                                                                        | France           | 97,21           | Culturel, (ii), (iv), (vi) Le bien comprend 78 sites distincts : 71 monuments et 7 tronçons de chemin. | 45° 11′ 02″ N, 0° 43′ 23″ E                                                                                                   | |
| 872 | Site historique de Lyon                                                                                                  | France           | 427             | Culturel, (ii), (iv) | 45° 46′ 01″ N, 4° 49′ 59″ E                                                                                                   | |
| 854 | Rennell Est | Îles Salomon     | 37 000          | Naturel, (ix) L'inscription est controversée, le bien se situant sur des propriétés coutumières (en), le Comité n'étant pas certain que les lois coutumières puissent conduire à des mécanismes de protection et de gestion de biens naturels compatibles avec les orientations du patrimoine mondial. Le délégué de Thaïlande, en particulier, se dissocie de cette décision. | 11° 40′ 59″ S, 160° 19′ 59″ E                                                                                                 | |
| 825 | Zone archéologique et la basilique patriarcale d'Aquilée                                                                 | Italie           | 155,43          | Culturel, (iii), (iv), (vi) | 45° 46′ 05″ N, 13° 22′ 05″ E                                                                                                  | |
| 828 | Centre historique d'Urbino                                                                                               | Italie           | 29,23           | Culturel, (ii), (iv) | 43° 43′ 30″ N, 12° 37′ 59″ E                                                                                                  | |
| 842 | Parc national du Cilento et du Vallo Diano, avec les sites archéologiques de Paestum et Velia et la Chartreuse de Padula | Italie           | 159 109,73      | Culturel, (iii), (iv) | 40° 16′ 59″ N, 15° 16′ 01″ E                                                                                                  | |
| 870 | Monuments historiques de l'ancienne Nara                                                                                 | Japon            | 617             | Culturel, (ii), (iii), (iv), (vi) 7 sites distincts : Tōdai-ji, Kōfuku-ji, Kasuga-taisha, Gangō-ji, Yakushi-ji, Tōshōdai-ji, Palais Heijō, Kasuga-taisha | 34° 40′ 34″ N, 135° 50′ 20″ E                                                                                                 | |
| 850 | Ouadi Qadisha ou Vallée sainte et forêt des cèdres de Dieu (Horsh Arz el-Rab)                                            | Liban            | 1 720,2         | Culturel, (iii), (iv) L'inscription de la forêt des cèdres de Dieu seule avait été précédemment rejetée en 1993. | 34° 15′ 14″ N, 36° 57′ 04″ E                                                                                                  | |
| 560 | Zone archéologique de Paquimé, Casas Grandes                                                                             | Mexique          | 146,72          | Culturel, (iii), (iv) | 30° 22′ 01″ N, 107° 56′ 53″ O                                                                                                 | Panorama de Paquimé : des ruines d'habitations en terre séchée sont visibles depuis le premier plan jusqu'à l'arrière-plan.                           |
| 862 | Zone de monuments historiques de Tlacotalpan (pt)                                                                        | Mexique          | 75              | Culturel, (ii), (iv) | 18° 36′ 47″ N, 95° 39′ 32″ O                                                                                                  | Panorama d'une place du centre historique de Tlacotalpan. Des bâtiments à arcades occupent le fond de la place. Des palmiers s'élèvent en son centre. |
| 877 | Îles sub-antarctiques de Nouvelle-Zélande                                                                                | Nouvelle-Zélande | 76 458          | Naturel, (ix), (x) Le bien comprend cinq îles ou archipels subantarctiques : îles Snares, îles Bounty, îles des Antipodes, îles Auckland et île Campbell. | 48° 01′ 01″ S, 166° 31′ 59″ E 47° 45′ S, 179° 03′ E 49° 40′ S, 178° 47′ E 50° 42′ S, 166° 06′ E 52° 32′ 24″ S, 169° 08′ 42″ E | |
| 867 | Ir. D.F. Woudagemaal (station de pompage à la vapeur de D.F. Wouda)                                                      | Pays-Bas         | 7,32            | Culturel, (i), (ii), (iv) | 52° 50′ 46″ N, 5° 40′ 44″ E                                                                                                   | |
| 866 | Sites d'art rupestre préhistorique de la vallée de Côa                                                                   | Portugal         | 130,36          | Culturel, (i), (iii) Le bien comprend 16 sites ; il est étendu en 2010 à la zone archéologique d'art rupestre de Siega Verde en Espagne et renommé « Sites d'art rupestre préhistorique de la vallée de Côa et de Siega Verde ». | 40° 41′ 53″ N, 6° 39′ 40″ O                                                                                                   | |
| 768 | Montagnes dorées de l'Altaï                                                                                              | Russie           | 1 611 457       | Naturel, (x) 3 sites : réserve naturelle de l'Altaï et lac Teletskoïe, réserve naturelle de la Katoun et mont Béloukha, zone de silence de l'Oukok | 51° 29′ 49″ N, 87° 42′ 40″ E 49° 40′ 01″ N, 86° 00′ 00″ E 49° 22′ 01″ N, 87° 30′ 00″ E                                        | |
| 871 | Port naval de Karlskrona                                                                                                 | Suède            | 320,417         | Culturel, (ii), (iv) Le bien comprend 11 sites proches, mais distincts : Karlskrona et Trossö (sv), Mjölnarholmen, Koholmen, Basareholmen (sv), Godnatt (sv), Kurrholmen (sv), Ljungskär, moulin de Lyckeby (sv), fort de Kungsholm (sv), citadelle de Drottningskär (sv) et Skärva.                                                                                           | 56° 10′ 01″ N, 15° 34′ 59″ E                                                                                                  | |
| 860 | Jardins et château de Kroměříž                                                                                           | Tchéquie         | 74,5            | Culturel, (ii), (iv) | 49° 18′ 00″ N, 17° 22′ 37″ E                                                                                                  | |
| 861 | Village historique d'Holašovice                                                                                          | Tchéquie         | 11,4            | Culturel, (ii), (iv) | 48° 58′ 12″ N, 14° 16′ 23″ E                                                                                                  | |
| 849 | Site archéologique de Troie                                                                                              | Turquie          | 158             | Culturel, (ii), (iii), (vi) | 39° 57′ 22″ N, 26° 14′ 20″ E                                                                                                  | |
| 865 | Lviv - ensemble du centre historique                                                                                     | Ukraine          | 120             | Culturel, (ii), (v) | 49° 50′ 31″ N, 24° 01′ 55″ E                                                                                                  | |

### Extension
Le comité approuve l'extension d'un bien déjà inscrit.
| Id. | Bien                                          | Pays    | Critères et notes | Coordonnées                                                                         | Illus. |
| --- | --------------------------------------------- | ------- | --- | ----------------------------------------------------------------------------------- | ------ |
| 312 | Monuments d'Oviedo et du royaume des Asturies | Espagne | Culturel, (i), (ii), (iv) Extension du bien « Églises du royaume des Asturies », inscrit en 1985, à l'église Saint-Julien-des-Prés d'Oviedo, la Cámara Santa et La Foncalada. | 43° 22′ 05″ N, 5° 50′ 13″ O 43° 21′ 43″ N, 5° 50′ 35″ O 43° 21′ 54″ N, 5° 50′ 46″ O |        |

### Patrimoine en péril - Retrait
Le comité décide de retirer deux biens de la liste du patrimoine mondial en péril.
| Id. | Bien                       | Pays    | Critères et notes | Coordonnées                  | Illus. |
| --- | -------------------------- | ------- | --- | ---------------------------- | ------ |
| 95  | Vieille ville de Dubrovnik | Croatie | Culturel, (i), (iii), (iv) Inscrit en 1979 (et situé alors en Yougoslavie), le bien est menacé par la guerre de Croatie, le pays ayant déclaré son indépendance en juin 1991 ; il est alors placé en urgence sur la liste du patrimoine mondial en péril en 1991. La fin de la guerre et les efforts de conservation entrepris par la Croatie conduisent à son retrait de cette liste. | 42° 39′ 04″ N, 18° 05′ 28″ E |        |
| 32  | Mines de sel de Wieliczka  | Pologne | Culturel, (iv) Inscrit en 1978, le bien est en péril à partir de 1989, à la suite d'effondrements et d'infiltrations d'eau. Les efforts de conservation entrepris par la Pologne conduise à son retrait de la liste. | 49° 58′ 59″ N, 20° 03′ 22″ E |        |

### Propositions rejetées
Le Comité rejette l'inscription de trois biens, qu'il n'estime pas correspondre aux critères de la liste du patrimoine mondial.
| Bien                                                            | Pays      | Notes | Coordonnées                  | Illus. |
| --------------------------------------------------------------- | --------- | --- | ---------------------------- | ------ |
| Oural bachkirien                                                | Russie    | Le comité note que le site ne possède pas une valeur universelle exceptionnelle. La Russie place à nouveau un bien similaire sur sa liste indicative en 2012                                                                              | 53° 09′ N, 57° 00′ E         |        |
| Parc national de Vodlozero                                      | Russie    | Le comité rejette l'inscription en notant que le site ne répond pas aux critères naturels du patrimoine mondial. | 62° 38′ 56″ N, 37° 04′ 59″ E |        |
| Les ravins du Paradis slovaque et la grotte de glace de Dobšiná | Slovaquie | Le comité estime que le site ne correspond pas aux critères naturels du patrimoine mondial. La grotte de glace de Dobšiná est cependant incluse dans un site existant, les grottes du karst d'Aggtelek et du karst de Slovaquie, en 2000. | 48° 52′ 01″ N, 20° 18′ 14″ E |        |